# Civis (Monténégro)
L'Union citoyenne « Civis » (en monténégrin Савез грађана "Цивис / Savez građana "Civis") — plus connu simplement sous le nom de Civis — est un parti politique mineur de tendance libéral et europhile  au Monténégro, fondé en 2020 à partir d'une organisation non gouvernementale du même nom. Son fondateur et actuel dirigeant est Srđan Pavićević, chirurgien et militant civique, qui est également l'unique député du parti au Parlement du Monténégro, élu sur la liste de l'Action réformiste unie lors des élections législatives d'août 2020.

## Histoire
Civis est fondé en avril 2019 à Podgorica, en tant qu'organisation non gouvernementale, par un groupe de militants civiques monténégrins, réunis autour de Srđan Pavićević, un chirurgien et militant des droits de l'homme. Civis prend part aux manifestations anti-corruption de 2019. Depuis sa création, l'organisation a coopéré étroitement avec le parti parlementaire de l'Action réformiste unie, dont certains membres sont également des fondateurs de l'organisation. Les positions politiques de Civis depuis sa fondation sont basées sur le libéralisme, l'europhilie, la lutte contre la corruption, la technocratie et une politique en faveur des droits des minorités,. Aux élections législatives de 2020, Civis fait partie de la liste électorale « En noir et blanc » menée par l'Action réformiste unie. La liste remporte 4 sièges à l'issue des élections, dont l'un est attribué à Civis. Lors des élections législatives anticipées de 2023, il participe dans la liste de Europe maintenant ! et conserve son siège au Parlement.

## Résultats électoraux

### Élections législatives
| Élection | Alliance       | Votes  | %     | Sièges | Rang | Gouvernement         |
| -------- | -------------- | ------ | ----- | ------ | ---- | -------------------- |
| 2020     | CnB            | 22 679 | 5,54  | 1 / 81 | 4e   | Soutien (2020-2022)  |
| 2020     | CnB            | 22 679 | 5,54  | 1 / 81 | 4e   | Abazović (2022-2023) |
| 2023     | PES!-UCG-Civis | 77 203 | 25,53 | 1 / 81 | 1er  | Spajić (2023-)       |